# Khuyển Nhung
Khuyển Nhung (chữ Hán: 犬戎) là một bộ lạc dân tộc thiểu số nằm ở phía tây bắc Trung Quốc cổ đại (nay thuộc khu vực Ninh Hạ, phía đông Cam Túc) hoạt động vào thời nhà Chu và các triều đại sau này, Ngôn ngữ của họ thuộc chi nhánh ngữ tộc Tạng-Miến, ngữ hệ Hán-Tạng. Sách"Sơn hải kinh. Đại hoang bắc kinh"nói Khuyển Nhung với người Hạ có chung một tổ tiên bắt nguồn từ thời Hoàng Đế.
Khuyển Nhung tự xưng tổ tiên là hai con chó trắng (Bạch Khuyển), sùng bái vật tổ chó trắng, họ được phân loại là bộ tộc du mục của người Khương ở phía tây và là kẻ thù lớn của tộc Viêm Hoàng. Hậu Hán thư có ghi chép một đoạn có liên quan đến Khuyển Nhung:
"Vua cũ Cao Tân Thị (cha của vua Nghiêu) có kẻ thù là Khuyển Nhung. Nhà vua thường chịu nạn xâm lược bạo lực trong tay chúng mà không thể làm được gì."
Khuyển Nhung còn được đề cập đến trong một số thư tịch cổ như trong Quốc ngữ có ghi chép:"thời Chu Mục Vương, thế lực của Khuyển Nhung dần dần tăng mạnh, vẫn thường xung đột với nhà Chu, Mục Vương dự tính việc chinh phạt Khuyển Nhung, Sái công Mưu Phụ can gián nhà vua:"Không nên, Tiên vương chủ trương không động binh, giấu phu binh mà chờ thời cơ, tạo uy phong, quan sát chờ đợi, mà không làm chấn động" Mục Vương không nghe, sau ra quân thảo phạt, giành được chiến thắng bất ngờ, bắt sống năm vua Khuyển Nhung, đoạt được bốn con sói trắng và bốn con hươu trắng.
Năm 771 TCN, Thân Hầu mời Khuyển Nhung cùng tiến đánh Chu U Vương, chiếm cứ thủ đô Cảo Kinh của nhà Chu, giết chết Chu U Vương, bắt sống Bao Tự, sau đó rút lui khi được nhà Chu hối lộ một khoản tiền, Cửu đỉnh bị cướp, đô thành bị cướp phá nặng nề. Tần Tương Công phát binh cứu viện nhà Chu, đồng thời phái binh mã hộ tống Chu Bình Vương về kinh, lúc bấy giờ Cảo Kinh bị tàn phá, không còn an toàn trước các thế lực ngoại xâm nên Chu Bình Vương cho dời đô sang phía đông, kết quả kết thúc triều đại Tây Chu, mở đầu triều Đông Chu và thời kỳ Xuân Thu Chiến Quốc.
Tương truyền, Khuyển Nhung bị Tần diệt. Một bộ phận dân Khuyển Nhung di cư lên phía Bắc và trở thành một trong những chi sớm nhất của dân Hung Nô, Mông Cổ sau này. Sau này người Đột Quyết và Mông Cổ cũng hay lấy chó sói là đồ đằng của họ, có lẽ là ảnh hưởng từ Khuyển Nhung.
Thời Hán Minh Đế từng nói:
"Hơn 1,3 triệu hộ gia đình, khoảng sáu triệu người, chịu cống nạp cho Bạch Lang và các tộc khác."
Căn cứ truyền thống của Khuyển Nhung nằm ở vị trí thuộc thị trấn Uy Nhung huyện Tĩnh Ninh tỉnh Cam Túc.